# Grand Prix La Marseillaise 2023
La 44e édition du Grand Prix cycliste de Marseille - La Marseillaise a lieu le 29 janvier 2023. La course fait partie du calendrier UCI Europe Tour 2023 en catégorie 1.1. C'est également la première épreuve de la Coupe de France de cyclisme sur route 2023.

## Présentation

### Parcours
Pour cette nouvelle édition, le parcours sera proche de celui de l'an passé, hormis au départ où les coureurs s'élanceront pour la première fois de Marseille Grand Littoral, suivi d'un départ réel depuis Septèmes-les-Vallons pour un total de 167,800 kilomètres. Le parcours final garde les mêmes ascensions, avec une arrivée au Marseille Orange Vélodrome. Comme l'an passé, la Route des Crêtes (3.3 km à 9%) est empruntée dans le sens Cassis-La Ciotat, surement la montée qui fera le plus de dégâts.
« Grand Prix La Marseillaise : ce qu'il faut savoir de cette 45e édition », 29 janvier 2023

### Équipes
| WorldTeams (6)- AG2R Citroën Team - Cofidis - Groupama-FDJ - Alpecin-Deceuninck - EF Education-EasyPost - Arkéa-Samsic ProTeams (9)- TotalEnergies - Bingoal WB - Equipo Kern Pharma - Israel-Premier Tech - Lotto Dstny - Team Flanders-Baloise - Uno-X Pro Cycling Team - Tudor Pro Cycling Team - Caja Rural-Seguros RGA Équipes continentales (5)- Go Sport-Roubaix Lille Métropole - Nice Métropole Côte d'Azur - Saint Michel-Mavic-Auber 93 - CIC U Nantes Atlantique - Beltrami TSA-Tre Colli |
| |

### Principaux coureurs présents
Le vainqueur de l'an passé Amaury Capiot n'est pas présent. Arnaud De Lie est le principal favori parmi les sprinteurs puncheurs.

### Diffusion
La course est diffusée sur l'antenne locale de France 3 Provence Alpes Côte d'Azur, le dimanche 29 janvier 2023 à partir 15 h 15.

## Déroulement de la course
Après seulement 10 kilomètres de course, quatre hommes prennent les devants et forment l'échappée matinale : Petr Kelemen (Tudor Pro Cycling Team), Maël Guégan (CIC U Nantes Atlantique), Florian Rapiteau (St Michel-Mavic Aubert93) et Enzo Paleni (Groupama-FDJ). Les hommes de tête vont prendre plus de 4 minutes d'avance sur un peloton mené par les Lotto-Dsnty d'Arnaud De Lie. Le peloton réduit l'écart à l'approche de la fameuse Route des Crêtes (3,4 km à 9,2 %) on assiste à de nombreuses attaques dans le peloton tel que celle de Rémy Rochas (Cofidis) ou Dylan Teuns (Israel-Premier Tech). L'écart va tomber sous la minute, il n'y a plus que Enzo Paleni et Maël Guégan en tête de course. Dans le peloton les attaques se succèdent et c'est finalement un groupe d'une dizaine de coureurs qui va s'extirper dans la descente et creuser un écart important sur le peloton et vont reprendre les échappés dans les rues de La Ciotat. On retrouve donc à l'avant : Thibault Guernalec (Arkéa-Samsic), Lenny Martinez, Enzo Paleni (Groupama-FDJ), Pierre-Luc Périchon (Cofidis), Jenno Berckmoes (Team Flanders-Baloise), Brent Van Moer (Lotto-Dstny), Krists Neilands (Israel-Premier Tech), Neilson Powless (EF Education-EasyPost), Valentin Ferron (TotalEnergies), Joel Suter, Petr Kelemen (Tudor Pro Cycling Team) et Maël Guégan. Les difficultés se succèdent le peloton est battu l'écart est de plus de 1'30" à moins de 20 km de l'arrivée. Dans une descente du pas d'Oullier, Neilson Powless va creuser un petit écart. À cause de la mésentente à l'arrière l'Américain va rapidement creuser l'écart et malgré plusieurs attaques de Lenny Martinez notamment dans le col de la Gineste le groupe de contre ne va pas réussir à faire son retour. Powless s'impose en solitaire au pied du Stade Vélodrome et décroche sa première victoire de la saison. Dans le groupe des poursuivants c'est Valentin Ferron qui règle le sprint. Brent Van Moer complète le podium.

## Classements

### Classement final
| \| Classement général \| Classement général \| Classement général \| Classement général \| Classement général \| \| Coureur \| Coureur \| Pays \| Équipe \| Temps \| \| ------------------ \| ------------------- \| ------------------ \| ---------------------- \| ------------------ \| \| 1er \| Neilson Powless \| États-Unis \| EF Education-EasyPost \| 4 h 19 min 13 s \| \| 2e \| Valentin Ferron \| France \| TotalEnergies \| + 1 min 15 s \| \| 3e \| Brent Van Moer \| Belgique \| Lotto Dstny \| + 1 min 15 s \| \| 4e \| Jenno Berckmoes \| Belgique \| Team Flanders-Baloise \| + 1 min 15 s \| \| 5e \| Krists Neilands \| Lettonie \| Israel-Premier Tech \| + 1 min 15 s \| \| 6e \| Pierre-Luc Périchon \| France \| Cofidis \| + 1 min 15 s \| \| 7e \| Thibault Guernalec \| France \| Arkéa-Samsic \| + 1 min 15 s \| \| 8e \| Lenny Martinez \| France \| Groupama-FDJ \| + 1 min 15 s \| \| 9e \| Enzo Paleni \| France \| Groupama-FDJ \| + 1 min 15 s \| \| 10e \| Petr Kelemen \| Tchéquie \| Tudor Pro Cycling Team \| + 1 min 19 s \| |                     |            |                        |                 |
| |                     |            |                        |                 |
| Source : ProCyclingStats |                     |            |                        |                 |
| Classement général |                     |            |                        |                 |
| Coureur | Coureur             | Pays       | Équipe                 | Temps           |
| 1er | Neilson Powless     | États-Unis | EF Education-EasyPost  | 4 h 19 min 13 s |
| 2e | Valentin Ferron     | France     | TotalEnergies          | + 1 min 15 s    |
| 3e | Brent Van Moer      | Belgique   | Lotto Dstny            | + 1 min 15 s    |
| 4e | Jenno Berckmoes     | Belgique   | Team Flanders-Baloise  | + 1 min 15 s    |
| 5e | Krists Neilands     | Lettonie   | Israel-Premier Tech    | + 1 min 15 s    |
| 6e | Pierre-Luc Périchon | France     | Cofidis                | + 1 min 15 s    |
| 7e | Thibault Guernalec  | France     | Arkéa-Samsic           | + 1 min 15 s    |
| 8e | Lenny Martinez      | France     | Groupama-FDJ           | + 1 min 15 s    |
| 9e | Enzo Paleni         | France     | Groupama-FDJ           | + 1 min 15 s    |
| 10e | Petr Kelemen        | Tchéquie   | Tudor Pro Cycling Team | + 1 min 19 s    |

## Classements UCI
La course attribue aux coureurs le même nombre des points pour l'UCI Europe Tour 2023 et le Classement mondial UCI.
| Position           | 1er | 2e | 3e | 4e | 5e | 6e | 7e | 8e | 9e | 10e | 11e | 12e | 13e à 15e | 16e à 25e |
| Classement général | 125 | 85 | 70 | 60 | 50 | 40 | 35 | 30 | 25 | 20  | 15  | 10  | 5         | 3         |

## Liste des participants
| Arkéa-Samsic ARK | Arkéa-Samsic ARK          | Arkéa-Samsic ARK |
| ---------------- | ------------------------- | ---------------- |
| Num              | Coureur                   | Pos              |
| 1                | Maxime Bouet (FRA)        | 68e              |
| 2                | Luca Mozzato (ITA)        | 72e              |
| 3                | Clément Champoussin (FRA) | 60e              |
| 4                | Laurent Pichon (FRA)      | 67e              |
| 5                | Thibault Guernalec (FRA)  | 7e               |
| 6                | Jenthe Biermans (BEL)     | 17e              |
| 7                | Clément Russo (FRA)       | 31e              |

| AG2R Citroën Team ACT | AG2R Citroën Team ACT     | AG2R Citroën Team ACT |
| --------------------- | ------------------------- | --------------------- |
| Num                   | Coureur                   | Pos                   |
| 11                    | Benoît Cosnefroy (FRA)    | 61e                   |
| 12                    | Pierre Gautherat (FRA)    | 123e                  |
| 13                    | Lawrence Naesen (BEL)     | 111e                  |
| 14                    | Oliver Naesen (BEL)       | 41e                   |
| 15                    | Nicolas Prodhomme (FRA)   | AB                    |
| 16                    | Valentin Retailleau (FRA) | 117e                  |
| 17                    | Lawrence Warbasse (USA)   | 64e                   |

| Cofidis COF | Cofidis COF               | Cofidis COF |
| ----------- | ------------------------- | ----------- |
| Num         | Coureur                   | Pos         |
| 21          | Benjamin Thomas (FRA)     | 84e         |
| 22          | Thomas Champion (FRA)     | 74e         |
| 23          | Alexandre Delettre (FRA)  | 83e         |
| 24          | Wesley Kreder (NED)       | 85e         |
| 25          | Anthony Perez (FRA)       | 47e         |
| 26          | Pierre-Luc Périchon (FRA) | 6e          |
| 27          | Rémy Rochas (FRA)         | 73e         |

| Groupama-FDJ GFC | Groupama-FDJ GFC        | Groupama-FDJ GFC |
| ---------------- | ----------------------- | ---------------- |
| Num              | Coureur                 | Pos              |
| 31               | Bruno Armirail (FRA)    | 54e              |
| 32               | Enzo Paleni (FRA)       | 9e               |
| 33               | Fabian Lienhard (SUI)   | 81e              |
| 34               | Lenny Martinez (FRA)    | 8e               |
| 35               | Jake Stewart (GBR)      | NP               |
| 36               | Lars van den Berg (NED) | 75e              |
| 37               | Samuel Watson (GBR)     | 23e              |

| Alpecin-Deceuninck ADC | Alpecin-Deceuninck ADC      | Alpecin-Deceuninck ADC |
| ---------------------- | --------------------------- | ---------------------- |
| Num                    | Coureur                     | Pos                    |
| 41                     | Dries De Bondt (BEL)        | 12e                    |
| 42                     | Axel Laurance (FRA)         | 48e                    |
| 43                     | Edward Planckaert (BEL)     | 34e                    |
| 44                     | Lionel Taminiaux (BEL)      | 119e                   |
| 45                     | Fabio Van den Bossche (BEL) | 13e                    |
| 46                     | Ayco Bastiaens (BEL)        | 116e                   |
| 47                     | Siebe Roesems (BEL)         | 115e                   |

| EF Education-EasyPost EFE | EF Education-EasyPost EFE | EF Education-EasyPost EFE |
| ------------------------- | ------------------------- | ------------------------- |
| Num                       | Coureur                   | Pos                       |
| 51                        | Stefan Bissegger (SUI)    | 82e                       |
| 52                        | Simon Carr (GBR)          | 77e                       |
| 53                        | Marijn van den Berg (NED) | 11e                       |
| 54                        | Ben Healy (IRL)           | 86e                       |
| 55                        | Mark Padun (UKR)          | AB                        |
| 56                        | Neilson Powless (USA)     | 1er                       |

| TotalEnergies TEN | TotalEnergies TEN        | TotalEnergies TEN |
| ----------------- | ------------------------ | ----------------- |
| Num               | Coureur                  | Pos               |
| 61                | Pierre Latour (FRA)      | 122e              |
| 62                | Jérémy Cabot (FRA)       | 92e               |
| 63                | Alexis Vuillermoz (FRA)  | 44e               |
| 64                | Thomas Bonnet (FRA)      | 95e               |
| 65                | Mathieu Burgaudeau (FRA) | 55e               |
| 66                | Sandy Dujardin (FRA)     | 37e               |
| 67                | Valentin Ferron (FRA)    | 2e                |

| Israel-Premier Tech IPT | Israel-Premier Tech IPT | Israel-Premier Tech IPT |
| ----------------------- | ----------------------- | ----------------------- |
| Num                     | Coureur                 | Pos                     |
| 71                      | Sep Vanmarcke (BEL)     | 14e                     |
| 72                      | Guillaume Boivin (CAN)  | 18e                     |
| 73                      | Ben Hermans (BEL)       | 78e                     |
| 74                      | Hugo Houle (CAN)        | 19e                     |
| 75                      | Krists Neilands (LAT)   | 5e                      |
| 76                      | Dylan Teuns (BEL)       | 71e                     |
| 77                      | Nadav Raisberg (ISR)    | 40e                     |

| Uno-X Pro Cycling Team UXT | Uno-X Pro Cycling Team UXT   | Uno-X Pro Cycling Team UXT |
| -------------------------- | ---------------------------- | -------------------------- |
| Num                        | Coureur                      | Pos                        |
| 81                         | Anders Johannessen (NOR)     | AB                         |
| 82                         | Kristoffer Halvorsen (NOR)   | 24e                        |
| 83                         | William Blume Levy (DEN)     | 107e                       |
| 84                         | Martin Bugge Urianstad (NOR) | 87e                        |
| 85                         | Rasmus Tiller (NOR) (route)  | 70e                        |
| 86                         | Erik Nordsæter Resell (NOR)  | 69e                        |
| 87                         | Fredrik Dversnes (NOR)       | 46e                        |

| Lotto Dstny LTD | Lotto Dstny LTD          | Lotto Dstny LTD |
| --------------- | ------------------------ | --------------- |
| Num             | Coureur                  | Pos             |
| 91              | Arnaud De Lie (BEL)      | 27e             |
| 92              | Johannes Adamietz (GER)  | HD              |
| 93              | Cédric Beullens (BEL)    | AB              |
| 94              | Jasper De Buyst (BEL)    | 80e             |
| 95              | Sébastien Grignard (BEL) | 26e             |
| 96              | Liam Slock (BEL)         | 32e             |
| 97              | Brent Van Moer (BEL)     | 3e              |

| Bingoal WB BWB | Bingoal WB BWB          | Bingoal WB BWB |
| -------------- | ----------------------- | -------------- |
| Num            | Coureur                 | Pos            |
| 101            | Julian Mertens (BEL)    | 66e            |
| 102            | Luca De Meester (BEL)   | 103e           |
| 103            | Johan Meens (BEL)       | 42e            |
| 104            | Rémy Mertz (BEL)        | 28e            |
| 105            | Ludovic Robeet (BEL)    | 39e            |
| 106            | Luca Van Boven (BEL)    | 50e            |
| 107            | Nathan Vandepitte (FRA) | 118e           |

| Team Flanders-Baloise TFB | Team Flanders-Baloise TFB | Team Flanders-Baloise TFB |
| ------------------------- | ------------------------- | ------------------------- |
| Num                       | Coureur                   | Pos                       |
| 111                       | Jenno Berckmoes (BEL)     | 4e                        |
| 112                       | Vito Braet (BEL)          | 20e                       |
| 113                       | Gilles De Wilde (BEL)     | 113e                      |
| 114                       | Milan Fretin (BEL)        | 21e                       |
| 115                       | Elias Maris (BEL)         | 56e                       |
| 116                       | Aaron Van Poucke (BEL)    | 16e                       |
| 117                       | Aaron Verwilst (BEL)      | 108e                      |

| Caja Rural-Seguros RGA CJR | Caja Rural-Seguros RGA CJR | Caja Rural-Seguros RGA CJR |
| -------------------------- | -------------------------- | -------------------------- |
| Num                        | Coureur                    | Pos                        |
| 121                        | Josu Etxeberria (ESP)      | 124e                       |
| 122                        | Tomáš Bárta (CZE)          | HD                         |
| 123                        | David González López (ESP) | 35e                        |
| 124                        | Joseba López (ESP)         | 106e                       |
| 125                        | Joel Nicolau (ESP)         | 43e                        |
| 126                        | Eduard Prades (ESP)        | 36e                        |
| 127                        | Michal Schlegel (CZE)      | 114e                       |

| Equipo Kern Pharma EKP | Equipo Kern Pharma EKP   | Equipo Kern Pharma EKP |
| ---------------------- | ------------------------ | ---------------------- |
| Num                    | Coureur                  | Pos                    |
| 131                    | Francisco Galván (ESP)   | 62e                    |
| 132                    | Martí Márquez (ESP)      | 89e                    |
| 133                    | Danny van der Tuuk (NED) | 110e                   |
| 134                    | Pau Miquel (ESP)         | 29e                    |
| 135                    | Eugenio Sánchez (ESP)    | 98e                    |
| 136                    | Raúl García Pierna (ESP) | 65e                    |
| 137                    | Álex Jaime (ESP)         | 112e                   |

| Tudor Pro Cycling Team TUD | Tudor Pro Cycling Team TUD | Tudor Pro Cycling Team TUD |
| -------------------------- | -------------------------- | -------------------------- |
| Num                        | Coureur                    | Pos                        |
| 141                        | Nils Brun (SUI)            | 22e                        |
| 142                        | Aloïs Charrin (FRA)        | NP                         |
| 143                        | Jacob Eriksson (SWE)       | 53e                        |
| 144                        | Lucas Eriksson (SWE)       | 58e                        |
| 145                        | Robin Froidevaux (SUI)     | 121e                       |
| 146                        | Petr Kelemen (CZE)         | 10e                        |
| 147                        | Joël Suter (SUI)           | 88e                        |

| Saint Michel-Mavic-Auber 93 AUB | Saint Michel-Mavic-Auber 93 AUB | Saint Michel-Mavic-Auber 93 AUB |
| ------------------------------- | ------------------------------- | ------------------------------- |
| Num                             | Coureur                         | Pos                             |
| 151                             | Romain Cardis (FRA)             | AB                              |
| 152                             | Nicolas Debeaumarché (FRA)      | 59e                             |
| 153                             | Anthony Maldonado (FRA)         | 30e                             |
| 154                             | Thomas Devaux (FRA)             | 76e                             |
| 155                             | Thomas Gachignard (FRA)         | 79e                             |
| 156                             | Flavien Maurelet (FRA)          | 52e                             |
| 157                             | Florian Rapiteau (FRA)          | HD                              |

| Go Sport-Roubaix Lille Métropole GRL | Go Sport-Roubaix Lille Métropole GRL | Go Sport-Roubaix Lille Métropole GRL |
| ------------------------------------ | ------------------------------------ | ------------------------------------ |
| Num                                  | Coureur                              | Pos                                  |
| 161                                  | Thomas Boudat (FRA)                  | 104e                                 |
| 162                                  | Célestin Guillon (FRA)               | 101e                                 |
| 163                                  | Maxime Jarnet (FRA)                  | 120e                                 |
| 164                                  | Maximilien Juillard (FRA)            | 96e                                  |
| 165                                  | Jérémy Leveau (FRA)                  | AB                                   |
| 166                                  | Tom Mainguenaud (FRA)                | 90e                                  |
| 167                                  | Kenny Molly (BEL)                    | AB                                   |

| CIC U Nantes Atlantique UCN | CIC U Nantes Atlantique UCN | CIC U Nantes Atlantique UCN |
| --------------------------- | --------------------------- | --------------------------- |
| Num                         | Coureur                     | Pos                         |
| 171                         | Jordan Jegat (FRA)          | 45e                         |
| 172                         | Yaël Joalland (FRA)         | 57e                         |
| 173                         | Léo Danès (FRA)             | 93e                         |
| 174                         | Maël Guégan (FRA)           | 38e                         |
| 175                         | Robin Plamondon (CAN)       | 63e                         |
| 176                         | Nolann Mahoudo (FRA)        | 25e                         |
| 177                         | Emmanuel Morin (FRA)        | 15e                         |

| Nice Métropole Côte d'Azur NMC | Nice Métropole Côte d'Azur NMC | Nice Métropole Côte d'Azur NMC |
| ------------------------------ | ------------------------------ | ------------------------------ |
| Num                            | Coureur                        | Pos                            |
| 181                            | Andrea Mifsud                  | 91e                            |
| 182                            | Jonathan Couanon (FRA)         | 94e                            |
| 183                            | Tristan Delacroix (FRA)        | 105e                           |
| 184                            | Jean Goubert (FRA)             | 49e                            |
| 185                            | Julian Lino (FRA)              | 102e                           |
| 186                            | Jean-Louis Le Ny (FRA)         | 109e                           |
| 187                            | Maxime Urruty (FRA)            | 51e                            |

| Beltrami TSA-Tre Colli BTC | Beltrami TSA-Tre Colli BTC | Beltrami TSA-Tre Colli BTC |
| -------------------------- | -------------------------- | -------------------------- |
| Num                        | Coureur                    | Pos                        |
| 191                        | Matteo Freddi (ITA)        | HD                         |
| 192                        | Thomas Pesenti (ITA)       | 33e                        |
| 193                        | Lucio Pierantozzi (ITA)    | 100e                       |
| 194                        | Andrea Piras (ITA)         | AB                         |
| 195                        | Alex Raimondi (ITA)        | 97e                        |
| 196                        | Andrea Biancalani (ITA)    | 99e                        |
| 197                        | Michael Vanni (ITA)        | AB                         |

| Arkéa-Samsic ARK | Arkéa-Samsic ARK          | Arkéa-Samsic ARK |
| ---------------- | ------------------------- | ---------------- |
| Num              | Coureur                   | Pos              |
| 1                | Maxime Bouet (FRA)        | 68e              |
| 2                | Luca Mozzato (ITA)        | 72e              |
| 3                | Clément Champoussin (FRA) | 60e              |
| 4                | Laurent Pichon (FRA)      | 67e              |
| 5                | Thibault Guernalec (FRA)  | 7e               |
| 6                | Jenthe Biermans (BEL)     | 17e              |
| 7                | Clément Russo (FRA)       | 31e              |

| AG2R Citroën Team ACT | AG2R Citroën Team ACT     | AG2R Citroën Team ACT |
| --------------------- | ------------------------- | --------------------- |
| Num                   | Coureur                   | Pos                   |
| 11                    | Benoît Cosnefroy (FRA)    | 61e                   |
| 12                    | Pierre Gautherat (FRA)    | 123e                  |
| 13                    | Lawrence Naesen (BEL)     | 111e                  |
| 14                    | Oliver Naesen (BEL)       | 41e                   |
| 15                    | Nicolas Prodhomme (FRA)   | AB                    |
| 16                    | Valentin Retailleau (FRA) | 117e                  |
| 17                    | Lawrence Warbasse (USA)   | 64e                   |

| Cofidis COF | Cofidis COF               | Cofidis COF |
| ----------- | ------------------------- | ----------- |
| Num         | Coureur                   | Pos         |
| 21          | Benjamin Thomas (FRA)     | 84e         |
| 22          | Thomas Champion (FRA)     | 74e         |
| 23          | Alexandre Delettre (FRA)  | 83e         |
| 24          | Wesley Kreder (NED)       | 85e         |
| 25          | Anthony Perez (FRA)       | 47e         |
| 26          | Pierre-Luc Périchon (FRA) | 6e          |
| 27          | Rémy Rochas (FRA)         | 73e         |

| Groupama-FDJ GFC | Groupama-FDJ GFC        | Groupama-FDJ GFC |
| ---------------- | ----------------------- | ---------------- |
| Num              | Coureur                 | Pos              |
| 31               | Bruno Armirail (FRA)    | 54e              |
| 32               | Enzo Paleni (FRA)       | 9e               |
| 33               | Fabian Lienhard (SUI)   | 81e              |
| 34               | Lenny Martinez (FRA)    | 8e               |
| 35               | Jake Stewart (GBR)      | NP               |
| 36               | Lars van den Berg (NED) | 75e              |
| 37               | Samuel Watson (GBR)     | 23e              |

| Alpecin-Deceuninck ADC | Alpecin-Deceuninck ADC      | Alpecin-Deceuninck ADC |
| ---------------------- | --------------------------- | ---------------------- |
| Num                    | Coureur                     | Pos                    |
| 41                     | Dries De Bondt (BEL)        | 12e                    |
| 42                     | Axel Laurance (FRA)         | 48e                    |
| 43                     | Edward Planckaert (BEL)     | 34e                    |
| 44                     | Lionel Taminiaux (BEL)      | 119e                   |
| 45                     | Fabio Van den Bossche (BEL) | 13e                    |
| 46                     | Ayco Bastiaens (BEL)        | 116e                   |
| 47                     | Siebe Roesems (BEL)         | 115e                   |

| EF Education-EasyPost EFE | EF Education-EasyPost EFE | EF Education-EasyPost EFE |
| ------------------------- | ------------------------- | ------------------------- |
| Num                       | Coureur                   | Pos                       |
| 51                        | Stefan Bissegger (SUI)    | 82e                       |
| 52                        | Simon Carr (GBR)          | 77e                       |
| 53                        | Marijn van den Berg (NED) | 11e                       |
| 54                        | Ben Healy (IRL)           | 86e                       |
| 55                        | Mark Padun (UKR)          | AB                        |
| 56                        | Neilson Powless (USA)     | 1er                       |

| TotalEnergies TEN | TotalEnergies TEN        | TotalEnergies TEN |
| ----------------- | ------------------------ | ----------------- |
| Num               | Coureur                  | Pos               |
| 61                | Pierre Latour (FRA)      | 122e              |
| 62                | Jérémy Cabot (FRA)       | 92e               |
| 63                | Alexis Vuillermoz (FRA)  | 44e               |
| 64                | Thomas Bonnet (FRA)      | 95e               |
| 65                | Mathieu Burgaudeau (FRA) | 55e               |
| 66                | Sandy Dujardin (FRA)     | 37e               |
| 67                | Valentin Ferron (FRA)    | 2e                |

| Israel-Premier Tech IPT | Israel-Premier Tech IPT | Israel-Premier Tech IPT |
| ----------------------- | ----------------------- | ----------------------- |
| Num                     | Coureur                 | Pos                     |
| 71                      | Sep Vanmarcke (BEL)     | 14e                     |
| 72                      | Guillaume Boivin (CAN)  | 18e                     |
| 73                      | Ben Hermans (BEL)       | 78e                     |
| 74                      | Hugo Houle (CAN)        | 19e                     |
| 75                      | Krists Neilands (LAT)   | 5e                      |
| 76                      | Dylan Teuns (BEL)       | 71e                     |
| 77                      | Nadav Raisberg (ISR)    | 40e                     |

| Uno-X Pro Cycling Team UXT | Uno-X Pro Cycling Team UXT   | Uno-X Pro Cycling Team UXT |
| -------------------------- | ---------------------------- | -------------------------- |
| Num                        | Coureur                      | Pos                        |
| 81                         | Anders Johannessen (NOR)     | AB                         |
| 82                         | Kristoffer Halvorsen (NOR)   | 24e                        |
| 83                         | William Blume Levy (DEN)     | 107e                       |
| 84                         | Martin Bugge Urianstad (NOR) | 87e                        |
| 85                         | Rasmus Tiller (NOR) (route)  | 70e                        |
| 86                         | Erik Nordsæter Resell (NOR)  | 69e                        |
| 87                         | Fredrik Dversnes (NOR)       | 46e                        |

| Lotto Dstny LTD | Lotto Dstny LTD          | Lotto Dstny LTD |
| --------------- | ------------------------ | --------------- |
| Num             | Coureur                  | Pos             |
| 91              | Arnaud De Lie (BEL)      | 27e             |
| 92              | Johannes Adamietz (GER)  | HD              |
| 93              | Cédric Beullens (BEL)    | AB              |
| 94              | Jasper De Buyst (BEL)    | 80e             |
| 95              | Sébastien Grignard (BEL) | 26e             |
| 96              | Liam Slock (BEL)         | 32e             |
| 97              | Brent Van Moer (BEL)     | 3e              |

| Bingoal WB BWB | Bingoal WB BWB          | Bingoal WB BWB |
| -------------- | ----------------------- | -------------- |
| Num            | Coureur                 | Pos            |
| 101            | Julian Mertens (BEL)    | 66e            |
| 102            | Luca De Meester (BEL)   | 103e           |
| 103            | Johan Meens (BEL)       | 42e            |
| 104            | Rémy Mertz (BEL)        | 28e            |
| 105            | Ludovic Robeet (BEL)    | 39e            |
| 106            | Luca Van Boven (BEL)    | 50e            |
| 107            | Nathan Vandepitte (FRA) | 118e           |

| Team Flanders-Baloise TFB | Team Flanders-Baloise TFB | Team Flanders-Baloise TFB |
| ------------------------- | ------------------------- | ------------------------- |
| Num                       | Coureur                   | Pos                       |
| 111                       | Jenno Berckmoes (BEL)     | 4e                        |
| 112                       | Vito Braet (BEL)          | 20e                       |
| 113                       | Gilles De Wilde (BEL)     | 113e                      |
| 114                       | Milan Fretin (BEL)        | 21e                       |
| 115                       | Elias Maris (BEL)         | 56e                       |
| 116                       | Aaron Van Poucke (BEL)    | 16e                       |
| 117                       | Aaron Verwilst (BEL)      | 108e                      |

| Caja Rural-Seguros RGA CJR | Caja Rural-Seguros RGA CJR | Caja Rural-Seguros RGA CJR |
| -------------------------- | -------------------------- | -------------------------- |
| Num                        | Coureur                    | Pos                        |
| 121                        | Josu Etxeberria (ESP)      | 124e                       |
| 122                        | Tomáš Bárta (CZE)          | HD                         |
| 123                        | David González López (ESP) | 35e                        |
| 124                        | Joseba López (ESP)         | 106e                       |
| 125                        | Joel Nicolau (ESP)         | 43e                        |
| 126                        | Eduard Prades (ESP)        | 36e                        |
| 127                        | Michal Schlegel (CZE)      | 114e                       |

| Equipo Kern Pharma EKP | Equipo Kern Pharma EKP   | Equipo Kern Pharma EKP |
| ---------------------- | ------------------------ | ---------------------- |
| Num                    | Coureur                  | Pos                    |
| 131                    | Francisco Galván (ESP)   | 62e                    |
| 132                    | Martí Márquez (ESP)      | 89e                    |
| 133                    | Danny van der Tuuk (NED) | 110e                   |
| 134                    | Pau Miquel (ESP)         | 29e                    |
| 135                    | Eugenio Sánchez (ESP)    | 98e                    |
| 136                    | Raúl García Pierna (ESP) | 65e                    |
| 137                    | Álex Jaime (ESP)         | 112e                   |

| Tudor Pro Cycling Team TUD | Tudor Pro Cycling Team TUD | Tudor Pro Cycling Team TUD |
| -------------------------- | -------------------------- | -------------------------- |
| Num                        | Coureur                    | Pos                        |
| 141                        | Nils Brun (SUI)            | 22e                        |
| 142                        | Aloïs Charrin (FRA)        | NP                         |
| 143                        | Jacob Eriksson (SWE)       | 53e                        |
| 144                        | Lucas Eriksson (SWE)       | 58e                        |
| 145                        | Robin Froidevaux (SUI)     | 121e                       |
| 146                        | Petr Kelemen (CZE)         | 10e                        |
| 147                        | Joël Suter (SUI)           | 88e                        |

| Saint Michel-Mavic-Auber 93 AUB | Saint Michel-Mavic-Auber 93 AUB | Saint Michel-Mavic-Auber 93 AUB |
| ------------------------------- | ------------------------------- | ------------------------------- |
| Num                             | Coureur                         | Pos                             |
| 151                             | Romain Cardis (FRA)             | AB                              |
| 152                             | Nicolas Debeaumarché (FRA)      | 59e                             |
| 153                             | Anthony Maldonado (FRA)         | 30e                             |
| 154                             | Thomas Devaux (FRA)             | 76e                             |
| 155                             | Thomas Gachignard (FRA)         | 79e                             |
| 156                             | Flavien Maurelet (FRA)          | 52e                             |
| 157                             | Florian Rapiteau (FRA)          | HD                              |

| Go Sport-Roubaix Lille Métropole GRL | Go Sport-Roubaix Lille Métropole GRL | Go Sport-Roubaix Lille Métropole GRL |
| ------------------------------------ | ------------------------------------ | ------------------------------------ |
| Num                                  | Coureur                              | Pos                                  |
| 161                                  | Thomas Boudat (FRA)                  | 104e                                 |
| 162                                  | Célestin Guillon (FRA)               | 101e                                 |
| 163                                  | Maxime Jarnet (FRA)                  | 120e                                 |
| 164                                  | Maximilien Juillard (FRA)            | 96e                                  |
| 165                                  | Jérémy Leveau (FRA)                  | AB                                   |
| 166                                  | Tom Mainguenaud (FRA)                | 90e                                  |
| 167                                  | Kenny Molly (BEL)                    | AB                                   |

| CIC U Nantes Atlantique UCN | CIC U Nantes Atlantique UCN | CIC U Nantes Atlantique UCN |
| --------------------------- | --------------------------- | --------------------------- |
| Num                         | Coureur                     | Pos                         |
| 171                         | Jordan Jegat (FRA)          | 45e                         |
| 172                         | Yaël Joalland (FRA)         | 57e                         |
| 173                         | Léo Danès (FRA)             | 93e                         |
| 174                         | Maël Guégan (FRA)           | 38e                         |
| 175                         | Robin Plamondon (CAN)       | 63e                         |
| 176                         | Nolann Mahoudo (FRA)        | 25e                         |
| 177                         | Emmanuel Morin (FRA)        | 15e                         |

| Nice Métropole Côte d'Azur NMC | Nice Métropole Côte d'Azur NMC | Nice Métropole Côte d'Azur NMC |
| ------------------------------ | ------------------------------ | ------------------------------ |
| Num                            | Coureur                        | Pos                            |
| 181                            | Andrea Mifsud                  | 91e                            |
| 182                            | Jonathan Couanon (FRA)         | 94e                            |
| 183                            | Tristan Delacroix (FRA)        | 105e                           |
| 184                            | Jean Goubert (FRA)             | 49e                            |
| 185                            | Julian Lino (FRA)              | 102e                           |
| 186                            | Jean-Louis Le Ny (FRA)         | 109e                           |
| 187                            | Maxime Urruty (FRA)            | 51e                            |

| Beltrami TSA-Tre Colli BTC | Beltrami TSA-Tre Colli BTC | Beltrami TSA-Tre Colli BTC |
| -------------------------- | -------------------------- | -------------------------- |
| Num                        | Coureur                    | Pos                        |
| 191                        | Matteo Freddi (ITA)        | HD                         |
| 192                        | Thomas Pesenti (ITA)       | 33e                        |
| 193                        | Lucio Pierantozzi (ITA)    | 100e                       |
| 194                        | Andrea Piras (ITA)         | AB                         |
| 195                        | Alex Raimondi (ITA)        | 97e                        |
| 196                        | Andrea Biancalani (ITA)    | 99e                        |
| 197                        | Michael Vanni (ITA)        | AB                         |